# Triclistus globulipes
Triclistus globulipes är en stekelart som först beskrevs av Desvignes 1856.  Triclistus globulipes ingår i släktet Triclistus och familjen brokparasitsteklar. Arten är reproducerande i Sverige. Inga underarter finns listade i Catalogue of Life.